# Nacra 17
De Nacra 17 is een catamaran die gebruikt wordt voor zeilwedstrijden, waaronder de Olympische Spelen.
De Nacra 17 werd in 2011 ontworpen door de Nederlandse zeilbootproducent Nacra Sailing International, en ging in 2012 in productie. De catamaran heeft een lengte van 17 voet (5,25 meter), en is bedoeld voor een bemanning van twee. Zowel aan de wind als voor de wind wordt met een dubbele trapeze gevaren. Kromme zwaarden zorgen voor stabiliteit en een opwaartse lift. De boot is ontworpen met als uitgangspunt de vereiste specificaties die door de International Sailing Federation (ISAF) voor de Olympische Spelen waren vastgesteld.
In mei 2012 koos de ISAF de Nacra 17 uit als wedstrijdboot voor het onderdeel catamaran gemengd op de Olympische Spelen van 2016 in Rio de Janeiro en de Olympische Spelen van 2020 in Tokyo. De duo's moeten bestaan uit één man en één vrouw.